# Isla Partida, Baja California Sur
Isla Partida är en ö i Mexiko. Den ligger i Californiaviken och tillhör kommunen La Paz i delstaten Baja California Sur, i den västra delen av landet. Arean är 17,1 kvadratkilometer. Endast en smal kanal skiljer Isla Partida från ön Isla Espíritu Santo. Stranden Ensenada Grande på Isla Partida har röstats fram i The Travel Magazine som Mexikos vackraste. Tillsammans med många andra öar i området är Isla Partida sedan 2005 ett världsarv.